# Maghreb football de Casablanca
Le Maghreb football de Casablanca (en arabe : المغرب فوتبول البيضاوي), plus couramment abrégé en MF Casablanca, est un ancien club marocain de football fondé en 1938 et basé dans la ville de Casablanca.